# 泡果冷水花
泡果冷水花（学名：Pilea howelliana）为荨麻科冷水花属的植物，为中国的特有植物。分布在中国大陆的云南等地，生长于海拔1,500米至1,700米的地区，多生于山谷河边林下阴处石上，目前尚未由人工引种栽培。

## 异名
- Pilea howelliana Hand.-Mazz. var. denticulata C. J. Chen